# Prealpi di Friburgo
Le Prealpi di Friburgo sono un gruppo montuoso delle Prealpi di Vaud e Friburgo.
Prendono il nome dal Canton Friburgo dove sono particolarmente dislocate. Interessano parzialmente anche il Canton Berna ed il Canton Vaud.

## Classificazione
La SOIUSA le vede come un supergruppo alpino delle Prealpi Svizzere e vi attribuisce la seguente classificazione:
- Grande parte = Alpi Occidentali
- Grande settore = Alpi Nord-occidentali
- Sezione = Prealpi Svizzere
- Sottosezione = Prealpi di Vaud e Friburgo
- Supergruppo = Prealpi di Friburgo
- Codice =  I/B-14.I-B.

## Delimitazioni
Ruotando in senso orario i limiti geografici sono: Montreux, Lago Lemano, Vevey, Lago della Gruyère, Plaffeien, torrente Sense, Chüearnischpass, torrente Simme, Saanenmöser-Sattel, Saanen, corso del fiume Saane, Château-d'Oex, corso del torrente Hongrin, Colle di Jaman, Montreux.

## Suddivisione
Le Prealpi di Friburgo si suddividono in cinque gruppi e sette sottogruppi
- Massiccio del Moléson (3)
  - Catena di Lys (3.a)
  - Catena del Moléson (3.b)
- Massiccio della Dent de Ruth (4)
  - Catena Hundsrügg-Bäderhorn (4.a)
  - Catena Les Pucelles-Dent de Ruth-Gastlosen (4.b)
  - Massiccio della Hochmatt (4.c)
- Massiccio del Vanil Noir (5)
- Massiccio Kaiseregg-Schopfenspitz (6)
  - Massiccio del Kaiseregg (6.a)
  - Massiccio Schopfenspitz-Dents Vertes (6.b)
- Massiccio della Berra (7)

## Montagne

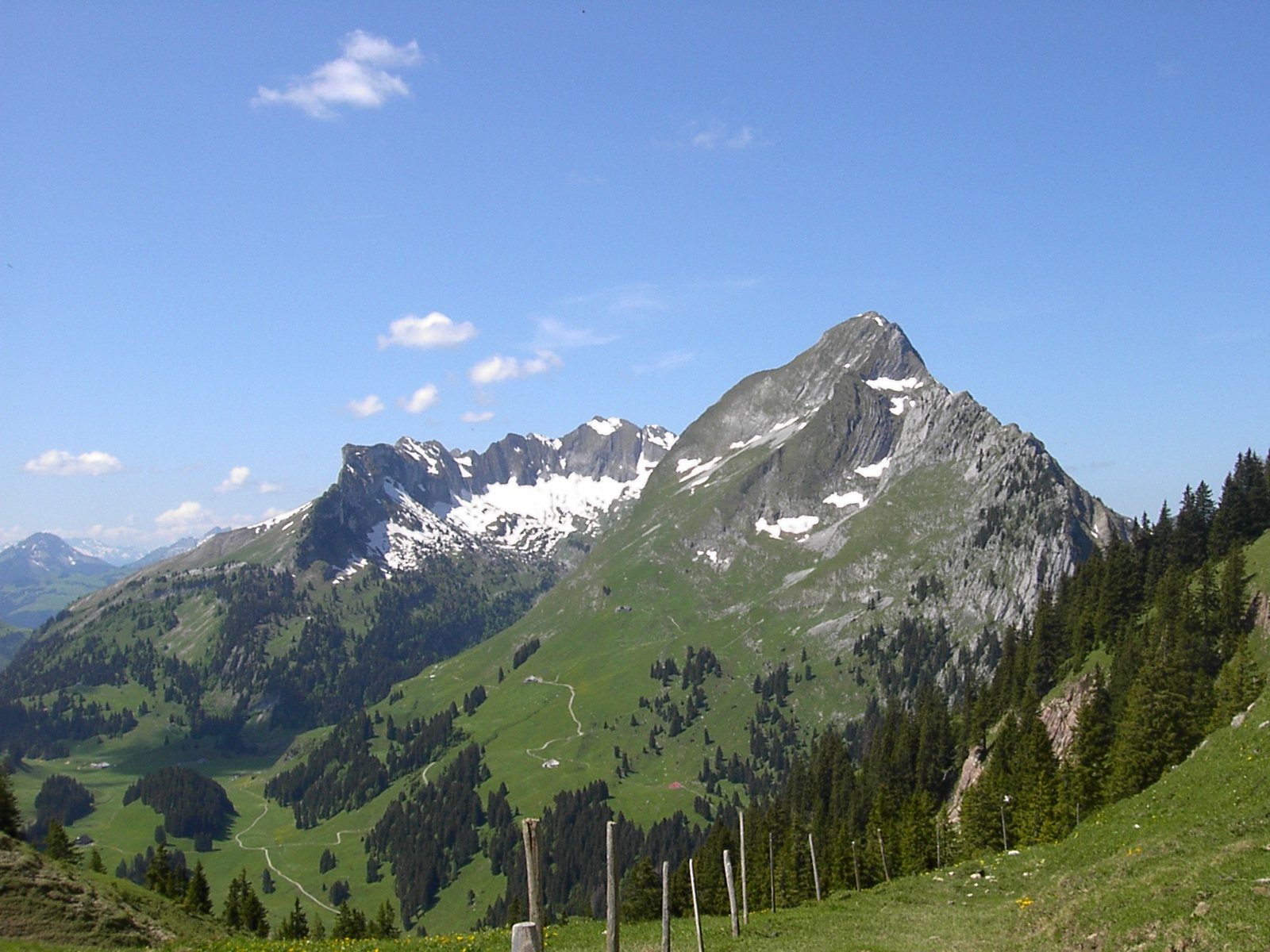
La Dent de Brenleire (in primo piano) ed il Vanil Noir (in secondo piano).

Le montagne principali delle Prealpi di Friburgo sono:
- Vanil Noir - 2.389 m
- Dent de Brenleire - 2.353 m
- Dent de Ruth - 2.236 m
- Kaiseregg - 2.185 m
- Hochmatt - 2.152 m
- Schopfenspitz - 2.104 m
- Les Pucelles - 2.090 m
- Hundsrügg - 2.047 m
- Dent de Lys - 2.014 m
- Bäderhorn - 2.009 m
- Moléson - 2.002 m
- Gastlosenspitze - 1.995 m
- Teysachaux - 1.909 m
- Vanil Blanc - 1.826 m
- La Berra - 1.719 m